# 樊阿
樊 阿（はん あ、拼音: Fán Ā、生没年未詳）は、中国後漢末期から三国時代にかけての医師。字は未詳。徐州彭城国の人。

## 略歴
華佗の弟子の1人。鍼術に長けていた。当時の医師は皆、背中や胸腔に鍼をむやみに刺してはいけないとしていたが、樊阿が背中と巨闕（みぞおちの部分）に鍼を刺すと病が癒えた。また、体に良い効果を持つ食物について尋ねられた華佗は、樊阿に漆葉青黏散という薬を授けた。漆葉の粉末1升に、青黏の粉末14両の割合で調合し、長期間服用すると、三蟲（様々な寄生虫）を駆除でき、五臓によく、体は身軽になり、白髪にもならないという。樊阿は言われたとおり服用し、100歳過ぎまで長生きした。
青黏は本来、ある者が山に迷い込んだ際に仙人が服用するのを見て、華佗に伝えたのがはじまりだったという。樊阿は華佗から青黏についてよく話を聞いていたが、周囲にはそのことを秘密にしていた。しかし、樊阿が極めて健康なのを怪しんだ近くの人に詰問された時、泥酔していたためうっかり口を滑らせてしまった。そして他の人間も服用したところ、皆に効果があった。